# Neuenhain (Neuental)

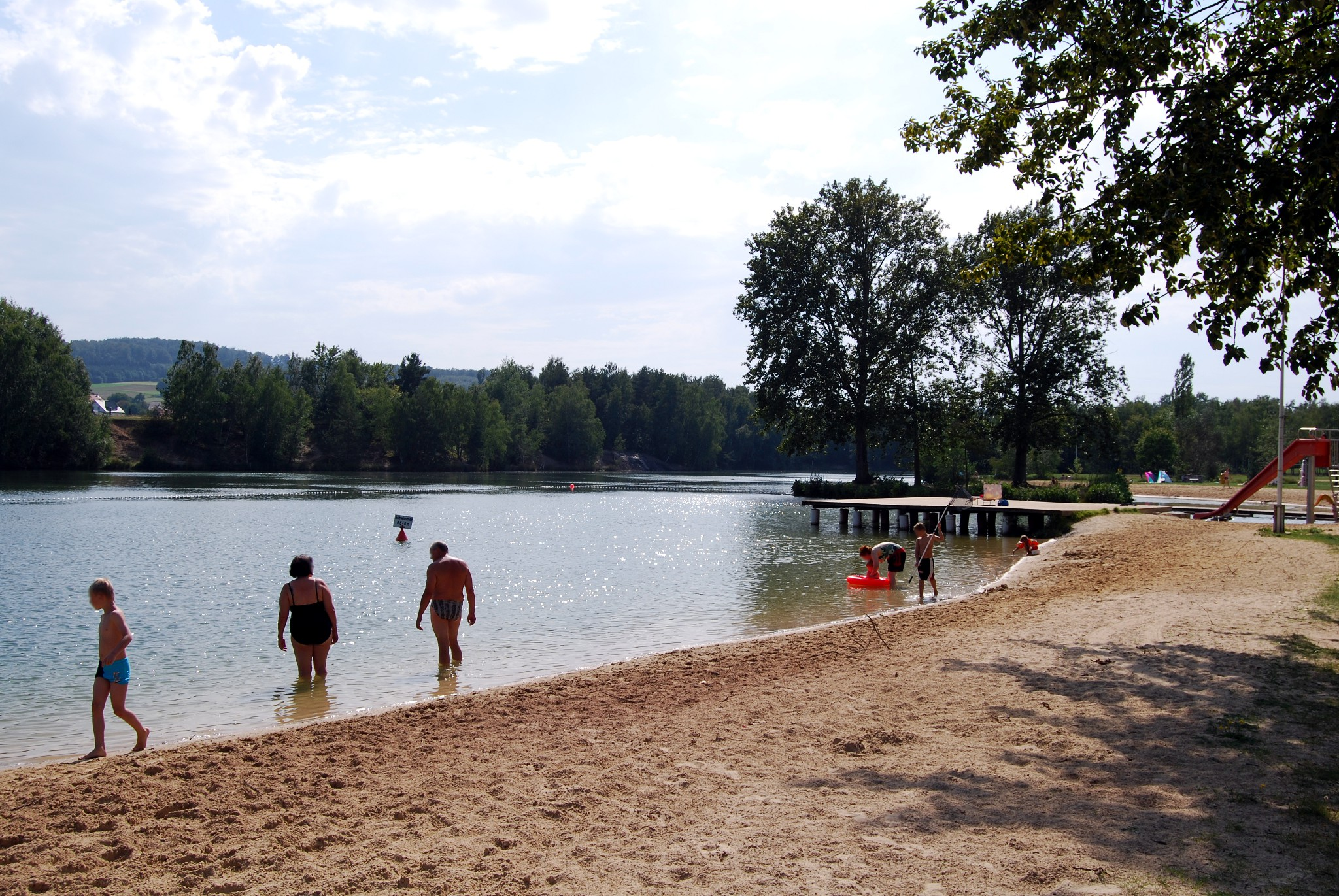
Neuenhainer See

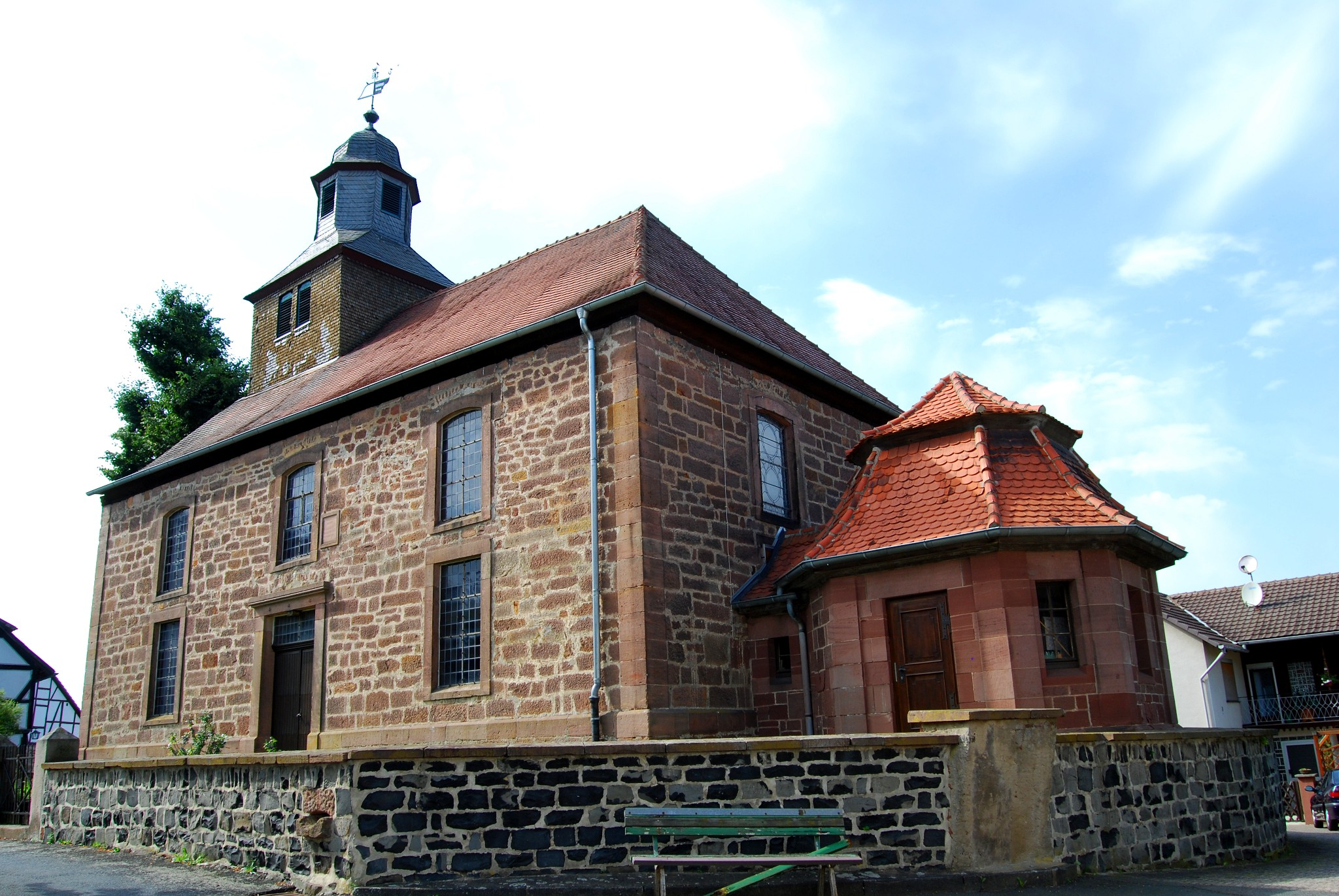
Kirche von Neuenhain

Neuenhain ist der östlichste Ortsteil der Gemeinde Neuental im nordhessischen Schwalm-Eder-Kreis.

## Geographische Lage
Neuenhain liegt auf etwa 205 bis 215 m über NN an einem von Süd nach Nord leicht abfallenden Hang, der von mehreren Bächen durchflossenen wird, die in den Oberlauf der östlich am Ort vorbeifließenden Olmes münden. Der Ort liegt an der Straße von Zimmersrode nach Frielendorf, direkte Nachbarorte sind Zimmersrode im Nordwesten, Dillich im Nordosten, Todenhausen im Südosten und Dorheim im Südwesten.
Etwa einen halben Kilometer nördlich von Neuenhain liegt der aus einem Tagebaurestloch des Borkener Braunkohlereviers entstandene etwa 5 Hektar große Neuenhainer See, der als Badesee genutzt wird. An seinem Ufer befindet sich seit 1970 ein Erholungszentrum mit Campingplatz und verschiedenen Sportmöglichkeiten.
Im Osten der Gemarkung von Neuenhain befindet sich beiderseits der Olmes, südlich der Kreisstraße K 53, die Wüstung der mittelalterlichen Töpfereisiedlung Ulmes, an die noch der Flurname „am Ulmser Holz“ erinnert.

## Geschichte
Die älteste bekannte schriftliche Erwähnung von Neuenhain erfolgte unter dem Namen Neuenhain im Jahr 1149. Seit Ende des 16. Jahrhunderts gehörte der Ort zum Amt Borken und ab 1821 zum Kreis Homberg, der 1932 im Kreis Fritzlar-Homberg (1939 umbenannt in Landkreis Fritzlar-Homberg) aufging.
Im Zuge der Gebietsreform in Hessen wurde die bis dahin selbständige Gemeinde zum 31. Dezember 1971 auf freiwilliger Basis in die neue Gemeinde Neuental eingegliedert. Für den Ortsteil Neuenhain wurde, wie für die übrigen Ortsteile Neuentals, ein Ortsbezirk mit Ortsbeirat und Ortsvorsteher nach der Hessischen Gemeindeordnung eingerichtet.

## Bevölkerung
Einwohnerstruktur 2011
Nach den Erhebungen des Zensus 2011 lebten am Stichtag, dem 9. Mai 2011, in Neuenhain 255 Einwohner. Darunter waren 3 (1,2 %) Ausländer.
Nach dem Lebensalter waren 30 Einwohner unter 18 Jahren, 93 zwischen 18 und 49, 72 zwischen 50 und 64 und 60 Einwohner waren älter. Die Einwohner lebten in 111 Haushalten. Davon waren 30 Singlehaushalte, 30 Paare ohne Kinder und 39 Paare mit Kindern, sowie 9 Alleinerziehende und 3 Wohngemeinschaften. In 24 Haushalten lebten ausschließlich Senioren und in 66 Haushaltungen lebten keine Senioren.
Einwohnerentwicklung
| Quelle: Historisches Ortslexikon |                |
| • um 1575/85                     | 54 Hausgesesse |
| • 1742:                          | 48 Häuser      |

| Neuenhain: Einwohnerzahlen von 1775 bis 2016 | Neuenhain: Einwohnerzahlen von 1775 bis 2016 | Neuenhain: Einwohnerzahlen von 1775 bis 2016 | Neuenhain: Einwohnerzahlen von 1775 bis 2016 | Neuenhain: Einwohnerzahlen von 1775 bis 2016 |
| --- | -------------------------------------------- | -------------------------------------------- | -------------------------------------------- | -------------------------------------------- |
| Jahr |                                              |                                              |                                              | Einwohner                                    |
| 1775 | 1775                                         |                                              | 317                                          | 317                                          |
| 1800 | 1800                                         |                                              | ?                                            | ?                                            |
| 1834 | 1834                                         |                                              | 485                                          | 485                                          |
| 1840 | 1840                                         |                                              | 495                                          | 495                                          |
| 1846 | 1846                                         |                                              | 525                                          | 525                                          |
| 1852 | 1852                                         |                                              | 501                                          | 501                                          |
| 1858 | 1858                                         |                                              | 492                                          | 492                                          |
| 1864 | 1864                                         |                                              | 502                                          | 502                                          |
| 1871 | 1871                                         |                                              | 474                                          | 474                                          |
| 1875 | 1875                                         |                                              | 423                                          | 423                                          |
| 1885 | 1885                                         |                                              | 381                                          | 381                                          |
| 1895 | 1895                                         |                                              | 397                                          | 397                                          |
| 1905 | 1905                                         |                                              | 410                                          | 410                                          |
| 1910 | 1910                                         |                                              | 391                                          | 391                                          |
| 1925 | 1925                                         |                                              | 373                                          | 373                                          |
| 1939 | 1939                                         |                                              | 372                                          | 372                                          |
| 1946 | 1946                                         |                                              | 541                                          | 541                                          |
| 1950 | 1950                                         |                                              | 489                                          | 489                                          |
| 1956 | 1956                                         |                                              | 424                                          | 424                                          |
| 1961 | 1961                                         |                                              | 367                                          | 367                                          |
| 1967 | 1967                                         |                                              | 322                                          | 322                                          |
| 1980 | 1980                                         |                                              | ?                                            | ?                                            |
| 1990 | 1990                                         |                                              | ?                                            | ?                                            |
| 2000 | 2000                                         |                                              | ?                                            | ?                                            |
| 2011 | 2011                                         |                                              | 255                                          | 255                                          |
| 2016 | 2016                                         |                                              | 251                                          | 251                                          |
| Datenquelle: Historisches Gemeindeverzeichnis für Hessen: Die Bevölkerung der Gemeinden 1834 bis 1967. Wiesbaden: Hessisches Statistisches Landesamt, 1968. Weitere Quellen: LAGIS; Gemeinde Neuental, Zensus 2011 |                                              |                                              |                                              |                                              |

Historische Religionszugehörigkeit
| Quelle: Historisches Ortslexikon |                                                                                            |
| • 1861:                          | 473 evangelisch-reformierte, ein katholischer, 18 jüdische Einwohner                       |
| • 1885:                          | 373 evangelische (= 97,90 %), ein katholischer (= 0,26 %), 7 jüdische (= 1,84 %) Einwohner |
| • 1961:                          | 347 evangelische (= 94,55 %), 30 katholische (= 5,45 %) Einwohner                          |

Historische Erwerbstätigkeit
| • 1961 | Erwerbspersonen: 122 Land- und Forstwirtschaft, 63 Produzierendes Gewerbe, 14 Handel und Verkehr, 9 Dienstleistungen und Sonstiges |

## Politik
Für Neuenhain besteht ein Ortsbezirk (Gebiete der ehemaligen Gemeinde Neuenhain) mit Ortsbeirat und Ortsvorsteher nach der Hessischen Gemeindeordnung. Der Ortsbeirat besteht aus fünf Mitgliedern.
Bei den Kommunalwahlen in Hessen 2021 betrug die Wahlbeteiligung zum Ortsbeirat Neuenhain 67,80 %. Alle Kandidaten gehörten der „Wählergruppe Neuenhain“ an. Der Ortsbeirat wählte Brunhilde Wende zur Ortsvorsteherin.